# Lechtjevo
Lechtjevo (bulgariska: Лехчево) är ett distrikt i Bulgarien.   Det ligger i kommunen Obsjtina Bojtjinovtsi och regionen Montana, i den nordvästra delen av landet, 90 km norr om huvudstaden Sofia. Antalet invånare är 1 954.
Trakten runt Lechtjevo består till största delen av jordbruksmark. Runt Lechtjevo är det ganska glesbefolkat, med 45 invånare per kvadratkilometer.